# Trianon (Francoforte sul Meno)
Il Trianon è un grattacielo di 45 piani alto 186 metri situato nel distretto Westend-Süd di Francoforte in Germania, completato nel 1993. L'edificio ospita il quartier generale della DekaBank; nell'edificio vi sono gli uffici della Deutsche Bundesbank e della Franklin Templeton. In cima all'edificio c'è una piramide rovesciata. Nel 2019 esso è il 6° più alto edificio della Germania.